# Флют-Спрінгс (Оклахома)
Флют-Спрінгс (англ. Flute Springs) — переписна місцевість (CDP) в США, в окрузі Секвоя штату Оклахома. Населення — 87 осіб (2020).

## Географія
Флют-Спрінгс розташований за координатами 35°37′19″ пн. ш. 94°47′58″ зх. д. / 35.62194° пн. ш. 94.79944° зх. д. (35.621866, -94.799574).  За даними Бюро перепису населення США в 2010 році переписна місцевість мала площу 11,39 км², з яких 11,26 км² — суходіл та 0,13 км² — водойми.

## Демографія
Згідно з переписом 2010 року, у переписній місцевості мешкало 130 осіб у 46 домогосподарствах у складі 35 родин. Густота населення становила 11 особа/км².  Було 55 помешкань (5/км²).
Расовий склад населення:
| - 68,5 % — корінних американців - 25,4 % — білих - 3,8 % — осіб інших рас |

До двох чи більше рас належало 2,3 %. Частка іспаномовних становила 5,4 % від усіх жителів.
За віковим діапазоном населення розподілялося таким чином: 21,5 % — особи молодші 18 років, 68,5 % — особи у віці 18—64 років, 10,0 % — особи у віці 65 років та старші. Медіана віку мешканця становила 41,5 року. На 100 осіб жіночої статі у переписній місцевості припадало 106,3 чоловіків;  на 100 жінок у віці від 18 років та старших — 104,0 чоловіків також старших 18 років.
Середній дохід на одне домашнє господарство  становив 41 204 долари США (медіана — 41 250), а середній дохід на одну сім'ю — 51 621 долар (медіана — 49 375). За межею бідності перебувало 25,8 % осіб, у тому числі 33,3 % дітей у віці до 18 років та 25,0 % осіб у віці 65 років та старших.
Цивільне працевлаштоване населення становило 28 осіб. Основні галузі зайнятості: освіта, охорона здоров'я та соціальна допомога — 50,0 %, виробництво — 21,4 %, роздрібна торгівля — 10,7 %, публічна адміністрація — 10,7 %.